# Руя (гміна)
Гміна Руя (пол. Gmina Ruja) — сільська гміна у південно-західній Польщі. Належить до Легницького повіту Нижньосілезького воєводства.
Станом на 31 грудня 2011 у гміні проживало 2733 особи.

## Площа
Згідно з даними за 2007 рік площа гміни становила 73,37 км², у тому числі:
- орні землі: 89,00%
- ліси: 2,00%

Таким чином, площа гміни становить 9,85% площі повіту.

## Населення
Станом на 31 грудня 2011:
| Опис     | Загалом | Загалом | Чоловіки | Чоловіки | Жінки | Жінки |
| -------- | ------- | ------- | -------- | -------- | ----- | ----- |
| одиниця  | осіб    | %       | осіб     | %        | осіб  | %     |
| все      | 2733    | 100     | 1385     | 50,68    | 1348  | 49,32 |
| міське   | 0       | 100     | 0        |          | 0     |       |
| сільське | 2733    | 100     | 1385     | 50,68    | 1348  | 49,32 |

## Сусідні гміни
Гміна Руя межує з такими гмінами: Куниці, Легницьке Поле, Мальчиці, Проховиці, Вондрожі-Великі.